# Charlotte Moore Sitterly
Charlotte Emma Moore Sitterly (ur. 24 września 1898 w Ercildoun (Pensylwania), zm. 3 marca 1990 w Waszyngtonie) – amerykańska astronomka.

## Życiorys
Charlotte Moore w 1920 roku uzyskała stopień BA w dziedzinie matematyki w Swarthmore College i podjęła pracę na stanowisku asystenta w katedrze Henry'ego Norrisa Russella w Princeton University. Była współautorem kilku artykułów dotyczących gwiazd podwójnych. Pracowała też, wspólnie z Haroldem Babcockiem oraz Charlesem St. Johnem, w Mount Wilson Observatory, gdzie prowadziła obserwacje widma słonecznego. W 1931 roku uzyskała stopień doktora astronomii na University of California, Berkeley, po czym wróciła do Princeton.
W 1945 roku zatrudniła się w sekcji spektroskopowej National Bureau of Standards, gdzie opracowywała i publikowała tablice i atlasy linii widmowych.
30 maja 1937 wyszła za mąż za astrofizyka Bancrofta Walkera Sitterly, ale w publikacjach naukowych nadal używała panieńskiego nazwiska.

## Wyróżnienia i nagrody
- 1937: Annie J. Cannon Award in Astronomy
- 1972: William F. Meggers Award
- 1990: Bruce Medal
- Jej imieniem nazwano planetoidę (2110) Moore-Sitterly